# Michał Hamburger
Michał Hamburger (ur. 22 grudnia 1899 w Warszawie, zm. 12 kwietnia 1943 tamże) – polski piłkarz pochodzenia żydowskiego grający na pozycji napastnika, zawodnik Polonii Warszawa, adwokat w Izbie Adwokackiej w Warszawie, żołnierz Związku Walki Zbrojnej (ZWZ), a następnie Armii Krajowej (AK).

## Życiorys
Jeden z czołowych zawodników Polonii Warszawa lat 20. XX wieku, uczestnik Mistrzostw Polski, zawodnik reprezentacji Polski. Po zakończeniu kariery sportowej pracował w zawodzie adwokata. 
Uczestnik obrony Warszawy podczas kampanii wrześniowej. Członek ZWZ, a następnie AK (pseudonim „Adam Zarębski”. Zginął po rozpoznaniu przez gestapowca na ul. Kruczej w Warszawie od rany postrzałowej. Ranny zdołał dotrzeć na pl. Trzech Krzyży, zmarł po operacji w Szpitalu Ujazdowskim. 
Pochowany na jednym z cmentarzy ewangelickich w Warszawie (przypuszczalnie na Cmentarzu Ewangelicko-Augsburskim, miejsce pochówku nie zostało ustalone).